# Allen
Allen es una ciudad y municipio del departamento General Roca, provincia de Río Negro, Argentina. Se encuentra en la línea de ciudades del Alto Valle, al oeste de General Roca.
Por su población es una de las ciudades medianas del valle y es la quinta ciudad más poblada de provincia.
Es conocida como la Capital Nacional de la Pera. Por la competencia ciclística Vuelta al Valle, es conocida regionalmente como la Capital del Ciclismo.

## Toponimia
La primera referencia que aparece en las crónicas de la Conquista del Desierto sobre el lugar donde está la localidad habla de una laguna llamada Huiaque Nelo por los antiguos habitantes. Esta voz significaría "tiene sauces", o "el que tiene la lanza" o "que tiene forma de lanza".
Cuando se inauguró la estación de ferrocarril se le dio como nombre el apellido de Henry Charles Allen, un inglés que trabajaba en la compañía Ferrocarril del Sud desde 1883. En 1894 se le asigna a Allen, que ya era secretario gerente del directorio de la empresa, una misión en el Río de la Plata para hacer un estudio del sistema ferroviario. La empresa estaba interesada en un ramal hasta Neuquén. Para este informe, Allen visita el país en 1899. Su segunda visita es en 1924. Allen ya era el presidente del directorio de la empresa y visita el valle rionegrino y Neuquén. La visita a la estación que lleva su nombre se realiza por corto tiempo, pero suficiente para una charla con Piñeiro Sorondo.

## Símbolos
El escudo de la ciudad fue realizado por Margarita Keil en el marco de un concurso convocado por la municipalidad para este fin en 1974. Muestra dos elementos vinculados con la economía de la ciudad de mediados del siglo XX: una vagoneta con yeso y un manzano con frutos.

## Geografía física

### Ubicación
Las coordenadas geográficas del centro de la ciudad son 38°59′40″S 67°49′40″O / -38.99444, -67.82778
Está ubicada dentro del Alto Valle del río Negro y comparte su realidad física y social. El municipio se desarrolla desde la margen izquierda (norte) del río Negro a 16 km de la confluencia.
El centro de la ciudad se ubica a 6 km al norte de la costa del río y muy próxima al borde de la meseta (conocida regionalmente como barda) que limita al valle por el norte.
Las distancias a las ciudades más cercanas a la ciudad de Allen son:
Hacia el este:
- General Roca (81.000 hab) → 25 km
- Cervantes (3.000 hab) → 43 km
- Mainqué (2.000 hab) → 51 km

Hacia el Oeste:
- General Fernández Oro (8.000 hab) → 9 km
- Cipolletti (87.000 hab) → 15 km
- Ciudad de Neuquén (230.000 hab) → 25 km

### Relieve
La ciudad de Allen se encuentra en el Alto Valle del río Negro, una región que se caracteriza por su ubicación en una elevación del terreno. Esta ubicación estratégica fue elegida para proteger al futuro poblado de las crecientes del río. El centro de la ciudad se ubica a 6 km al norte de la costa del río y muy próxima al borde de la meseta (conocida regionalmente como barda) que limita al valle por el norte. Esta meseta es una característica geológica importante de la región.
La ciudad de Allen se extiende hacia el norte desde el río, lo que contribuye a su diversidad geográfica. En términos de historia geológica, las tierras que hoy forman parte de Allen fueron incorporadas al dominio argentino a fines del siglo XIX con la Conquista del Desierto. Los primeros pobladores llegaron como consecuencia de movimientos militares provenientes de Mendoza y Buenos Aires. 

### Hidrografía
El hecho hidrográfico más importante es el río Negro. A lo largo de su recorrido contiene islas de distintas dimensiones. La nomenclatura de estas islas es mayoritariamente un número. De las ubicadas dentro del ejido de Allen, las más importantes son las islas 16 y 19 por ser donde están ubicados el balneario municipal y el zoológico Bubalcó, respectivamente. En el ejido no existen puentes ni pasarelas ni funcionan ningún servicio público de balsas hacia la margen derecha (sur) del río. En la zona de mesetas existen gran cantidad de cursos que solo se activan durante las lluvias. Al norte de la ciudad de Allen, hay un cañadón de 2 km de longitud que funciona como desagüe de una gran cuenca que, durante lluvias intensas, conduce las aguas hacia el valle.

### Clima
El clima de la localidad, según la Clasificación de Köppen, es Árido frío (BWk).
Otras características climáticas destacables son:
- La Amplitud térmica anual, que es 17.5 °C lo cual se considera media/alta[9]
- Las Heladas en días despejados sin precipitaciones son un fenómeno típico de inviernos pero las heladas primaverales son las de mayor interés agronómico. La cantidad anual de días con heladas es de 67.5.[10]
- La Humedad del aire se comporta inversamente a la temperatura tanto a lo largo del año como del día, disminuyendo en verano y por las horas de la tarde.[11]
- El régimen de precipitaciones no permite la agricultura de secano de interés comercial. Se observa una gran variabilidad en la cantidad anual de lluvia. El año más seco dentro del periodo 1990-2004 acumuló poco menos de 80 mm y el más lluvioso, casi 500 mm anuales. A lo largo del año, las lluvias tienen pequeños máximos en otoño y primavera.[12]
- El viento es en la zona un factor meteorológico de importancia. El valor medio anual es de 6.7 km/h. La velocidad máxima media del período en estudio es de 11.4 km/h. Los valores más bajos de velocidad máxima corresponden a los meses de abril (8.8 km/h) y mayo (9.1 km/h). Los más altos se registran en el mes de noviembre y diciembre con 15.1 y 13.2 km/h respectivamente. Las primaveras más ventosas se observan en los años 1994, 1998 y 2002 con velocidades máximas mayores a 16 km/h. En los últimos 15 años la intensidad máxima de las ráfagas registradas ha sido de 74 km/h en el mes de diciembre de 1997. Durante la primavera los vientos provenientes del Oeste y Suroeste predominan. Sin embargo en otoño la dirección más frecuente es del Oeste y del Norte y durante el invierno del Oeste y del Sur.[13]

Existe una estación meteorológica en el ejido del municipio, más exactamente en la zona rural de Guerrico: la Estación Experimental del INTA Alto Valle que registra los datos meteorológicos en dicha ubicación desde el año 1990. Los registros para la serie 1990 - 2004 son los siguientes.
| Parámetros climáticos promedio de Guerrico (Ejido de Allen) | Parámetros climáticos promedio de Guerrico (Ejido de Allen) | Parámetros climáticos promedio de Guerrico (Ejido de Allen) | Parámetros climáticos promedio de Guerrico (Ejido de Allen) | Parámetros climáticos promedio de Guerrico (Ejido de Allen) | Parámetros climáticos promedio de Guerrico (Ejido de Allen) | Parámetros climáticos promedio de Guerrico (Ejido de Allen) | Parámetros climáticos promedio de Guerrico (Ejido de Allen) | Parámetros climáticos promedio de Guerrico (Ejido de Allen) | Parámetros climáticos promedio de Guerrico (Ejido de Allen) | Parámetros climáticos promedio de Guerrico (Ejido de Allen) | Parámetros climáticos promedio de Guerrico (Ejido de Allen) | Parámetros climáticos promedio de Guerrico (Ejido de Allen) | Parámetros climáticos promedio de Guerrico (Ejido de Allen) |
| Mes                                                         | Ene.                                                        | Feb.                                                        | Mar.                                                        | Abr.                                                        | May.                                                        | Jun.                                                        | Jul.                                                        | Ago.                                                        | Sep.                                                        | Oct.                                                        | Nov.                                                        | Dic.                                                        | Anual                                                       |
| ----------------------------------------------------------- | ----------------------------------------------------------- | ----------------------------------------------------------- | ----------------------------------------------------------- | ----------------------------------------------------------- | ----------------------------------------------------------- | ----------------------------------------------------------- | ----------------------------------------------------------- | ----------------------------------------------------------- | ----------------------------------------------------------- | ----------------------------------------------------------- | ----------------------------------------------------------- | ----------------------------------------------------------- | ----------------------------------------------------------- |
| Temp. máx. abs. (°C)                                        | 38.7                                                        | 38.9                                                        | 38.5                                                        | 32.1                                                        | 29.0                                                        | 29.2                                                        | 25.9                                                        | 30.9                                                        | 32.6                                                        | 39.1                                                        | 37.2                                                        | 38.1                                                        | 39.1                                                        |
| Temp. máx. media (°C)                                       | 30.4                                                        | 29                                                          | 26.3                                                        | 21.2                                                        | 16.9                                                        | 13.4                                                        | 13.5                                                        | 16.9                                                        | 19.3                                                        | 23.2                                                        | 26.2                                                        | 29.1                                                        | 22.1                                                        |
| Temp. media (°C)                                            | 24.2                                                        | 22.5                                                        | 19.2                                                        | 13.8                                                        | 9.9                                                         | 7.0                                                         | 6.7                                                         | 9.1                                                         | 12.7                                                        | 17.0                                                        | 20.4                                                        | 23.2                                                        | 15.5                                                        |
| Temp. mín. media (°C)                                       | 13.1                                                        | 11.7                                                        | 9.8                                                         | 5.3                                                         | 2.5                                                         | 0.4                                                         | -0.7                                                        | 0.5                                                         | 3.4                                                         | 6.9                                                         | 9.8                                                         | 12.4                                                        | 6.3                                                         |
| Temp. mín. abs. (°C)                                        | 0.0                                                         | 1.3                                                         | -1.9                                                        | -6.5                                                        | -10.1                                                       | -10.3                                                       | -9.2                                                        | -11.0                                                       | -7.9                                                        | -3.6                                                        | -2.5                                                        | 1.3                                                         | -11.0                                                       |
| Precipitación total (mm)                                    | 18.6                                                        | 18.0                                                        | 25.0                                                        | 27.2                                                        | 25.9                                                        | 22.3                                                        | 16.9                                                        | 8.8                                                         | 18.8                                                        | 26.1                                                        | 21.9                                                        | 14.2                                                        | 243.7                                                       |
| Días de precipitaciones (≥ 0)                               | 2.3                                                         | 2.1                                                         | 3.8                                                         | 4.7                                                         | 5.2                                                         | 5.7                                                         | 3.7                                                         | 2.3                                                         | 3.9                                                         | 3.7                                                         | 3.5                                                         | 2.3                                                         | 43.2                                                        |
| Horas de sol                                                | 304                                                         | 274                                                         | 236                                                         | 174                                                         | 133                                                         | 108                                                         | 136                                                         | 180                                                         | 186                                                         | 229                                                         | 255                                                         | 288                                                         | 2503                                                        |
| Humedad relativa (%)                                        | 58                                                          | 61                                                          | 64                                                          | 67                                                          | 70                                                          | 72                                                          | 72                                                          | 66                                                          | 64                                                          | 63                                                          | 59                                                          | 60                                                          | 64.7                                                        |
| Fuente: INTA Alto Valle                                     |                                                             |                                                             |                                                             |                                                             |                                                             |                                                             |                                                             |                                                             |                                                             |                                                             |                                                             |                                                             |                                                             |

## Galería de fotos

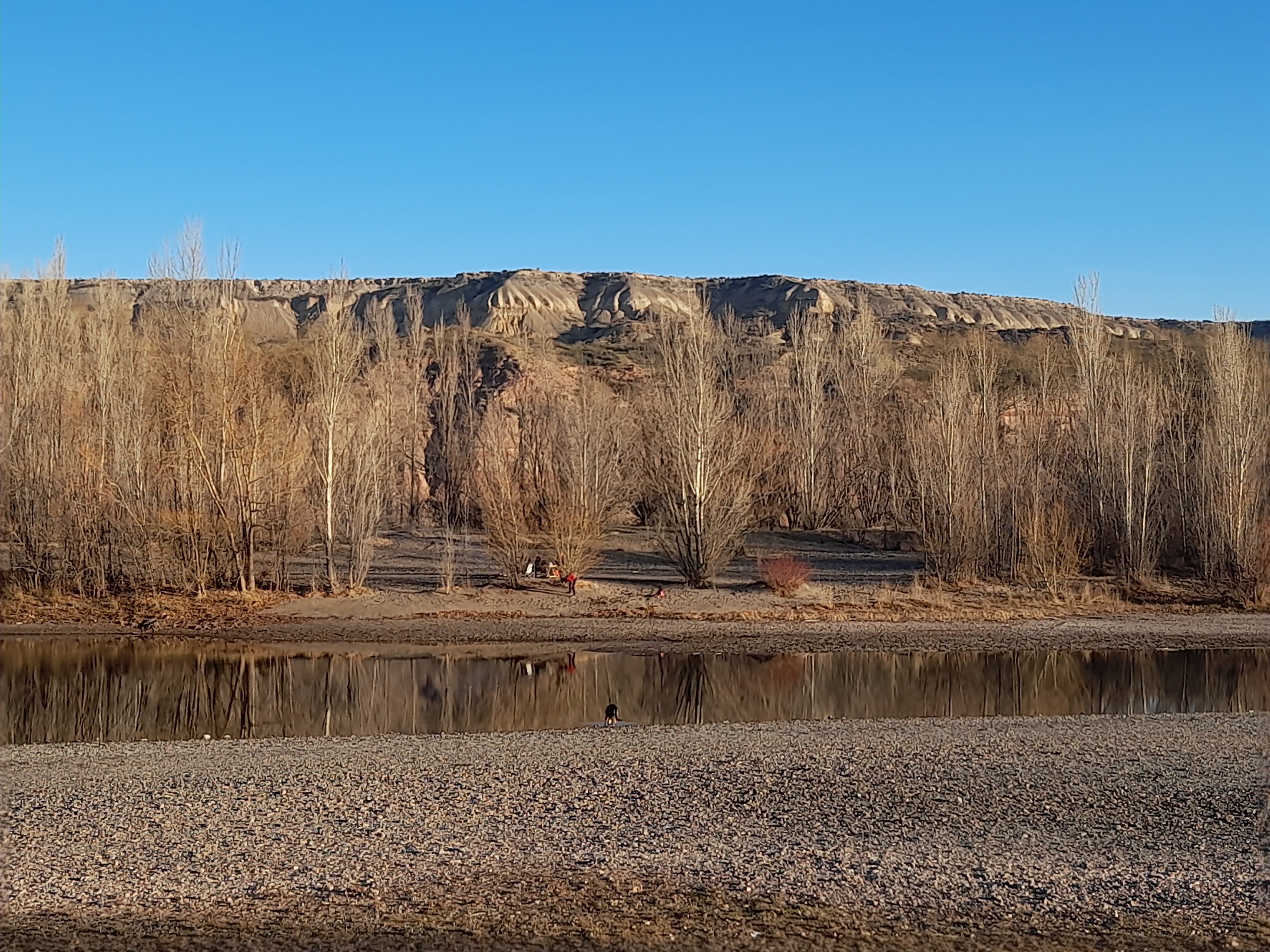
El brazo del Río Negro sin agua
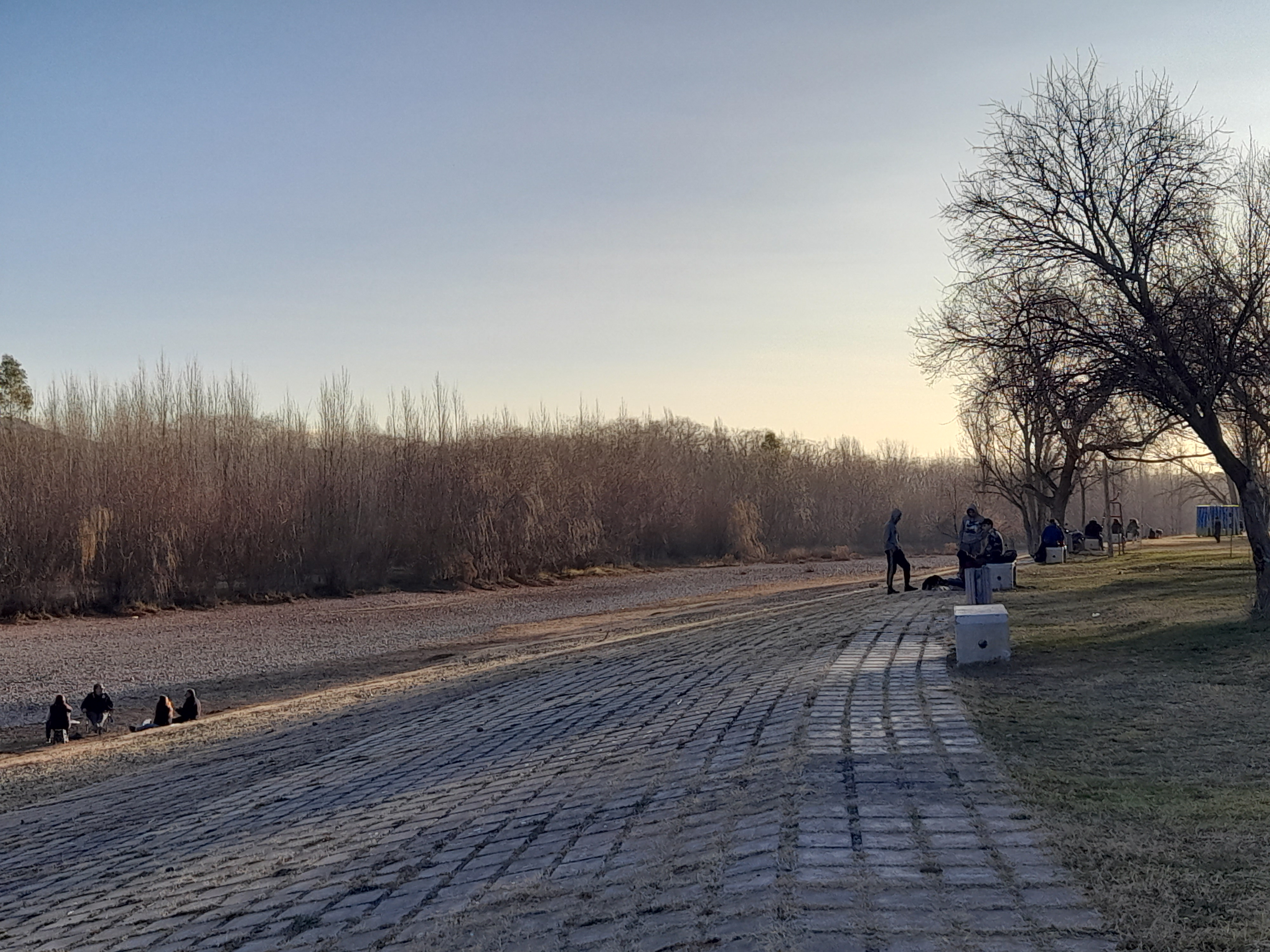
Sequía del balneario de la localidad durante el mes de julio del año 2022
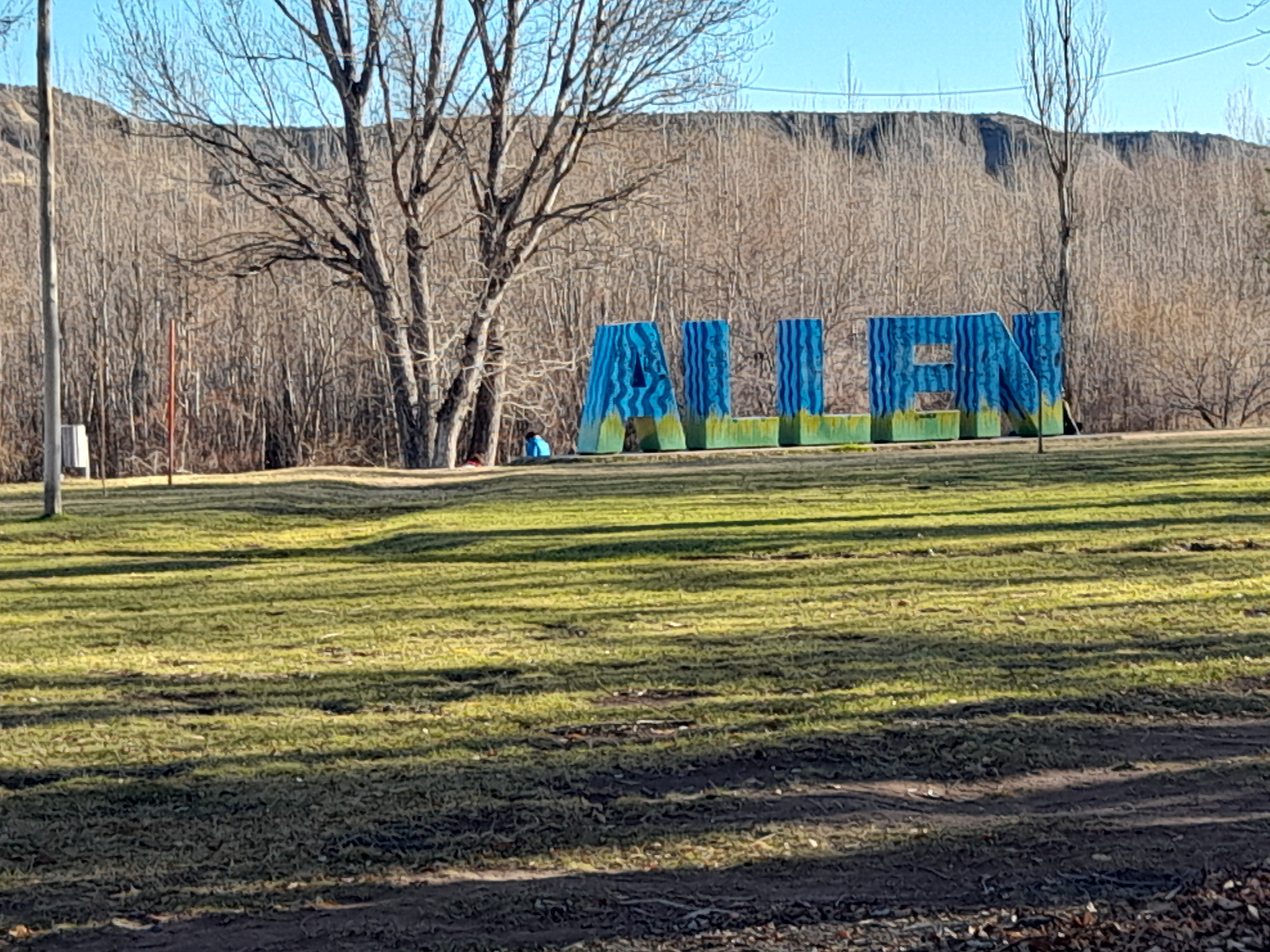
Balneario municipal de la isla 16, durante la bajante histórica del río Negro durante el invierno del año 2022

## Historia

### Primeros asentamientos rurales
Al igual que el resto de la Patagonia, las tierras que hoy forman parte de Allen fueron incorporadas al dominio argentino a fines del siglo XIX con la Conquista del Desierto. En los primeros años del siglo XX ya existían en la zona dos poblados que hoy son los más importantes del Alto Valle: Neuquén y General Roca, a 20 y 25 kilómetros respectivamente de la actual Allen. Los primeros pobladores llegan como consecuencia de movimientos militares provenientes de Mendoza y Buenos Aires, destinados a proteger los territorios ante un potencial conflicto armado con Chile, ya que los precarios acuerdos limítrofes entre Chile y la Argentina habían llevado a ambos países a una crisis diplomática que luego se resolvería pacíficamente. El primer propietario fue Tomás Maza, un criador de mulas cuyo principal cliente era justamente el Ejército Argentino; como no abundaba el dinero en efectivo, se resolvió abonarle sus servicios con 200 hectáreas cercanas al río Negro y entre los poblados previamente mencionados. Junto a Maza se instalaron también otros integrantes de las milicias como parte de una extensión de la Colonia General Roca; no obstante, los asentamientos eran precarios, y no podían considerarse definitivos. Pronto llegaron también los primeros inmigrantes, italianos y españoles en su mayoría. Estos pioneros debieron sortear condiciones climáticas realmente arduas, la soledad y aislamiento. La composición de la población se mantuvo desde aquel entonces, estando compuesta Allen principalmente por aquellos primeros inmigrantes.

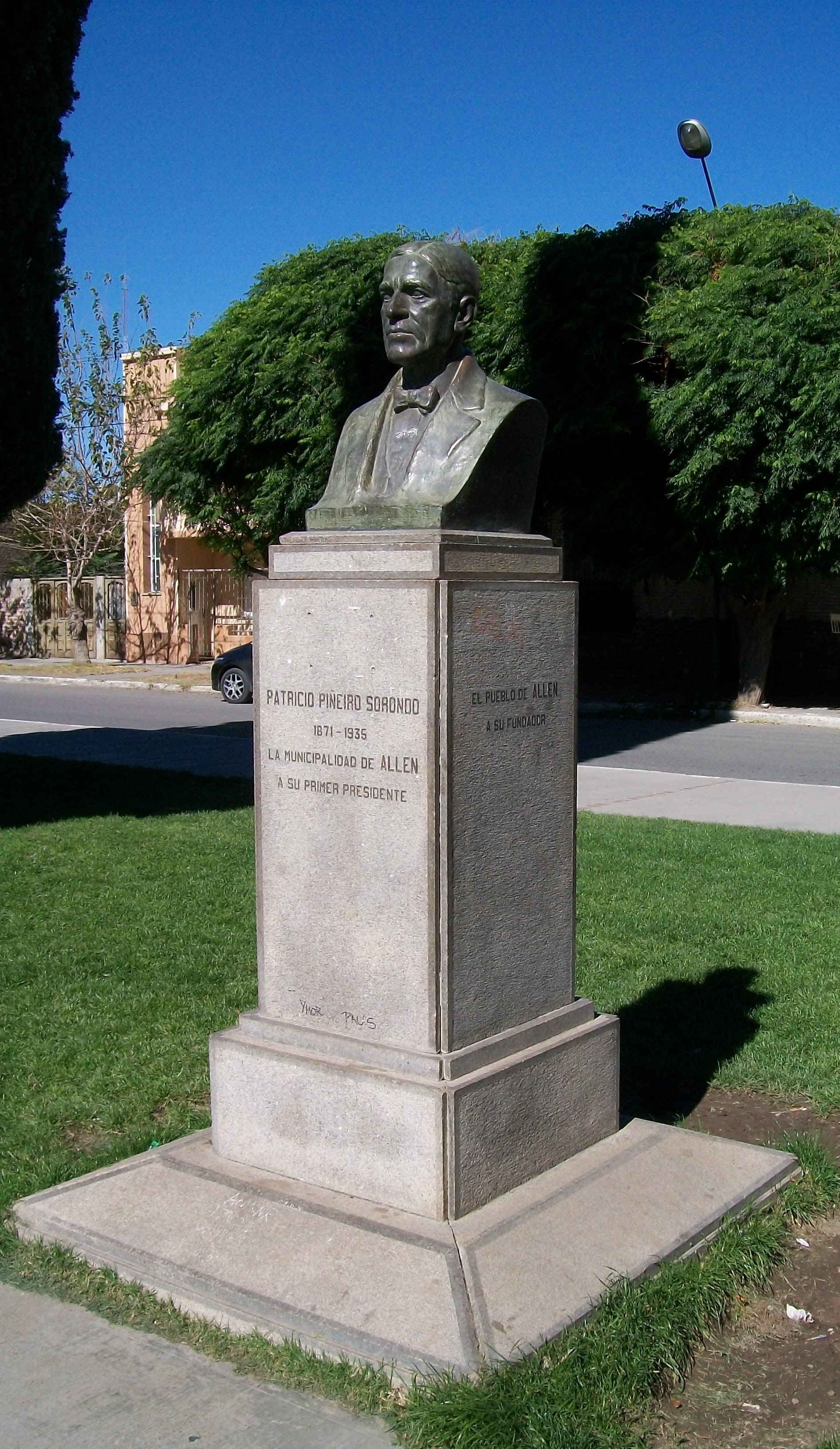
Busto de P. Piñeiro Sorondo, fundador de la localidad.

La "lejanía" con la ciudad de General Roca y la desconexión con Buenos Aires acarreaba numerosos inconvenientes para los primeros pobladores, quienes debían trasladarse durante casi un día por caminos solitarios hasta Roca para poder cumplimentar los trámites de tenencia de las tierras. Muchos perdieron sus tierras por evitar estos trajines, y se observa en 1930 una muy desigual distribución de tierras. La construcción del ferrocarril Bahía Blanca - Zapala, brindó a la zona una conexión estable, y atrajo a los primeros forjadores del lugar. Entre estos pioneros se encontraban los hermanos Piñeiro Sorondo, quienes tenían excelentes vínculos con la élite que dirigía la Nación y a la postre serían los artífices del desarrollo local. Antes de encarar decididamente la fundación del pueblo, ambos hermanos llevaron adelante una finca sobre la cual se desarrolló luego la bodega más importante de la región, una estación meteorológica y una estación experimental de vitivinicultura.

### La fundación del pueblo
Previo a la fundación de Allen se estableció cercano al lugar pero a menor distancia del río Negro el poblado de Guerrico. El Gobierno Nacional se mostraba predispuesto a entregar tierras en el lugar y formar una colonia estable, sin embargo, como todavía no se habían realizado las obras de retención en los ríos Limay y Neuquén, la creciente de 1899 devastó la incipiente villa. Patricio Piñeiro Sorondo estaba decidido a erigir un pueblo allí, por lo que con la ayuda de Gregorio Maza —gran conocedor de la zona— resolvieron encontrar el lugar más apropiado. El futuro poblado de Allen estaba asentado sobre una elevación del terreno, según el ingeniero Severini:

Allen representa algo así como una enorme tortuga que está sobre los terrenos del Valle

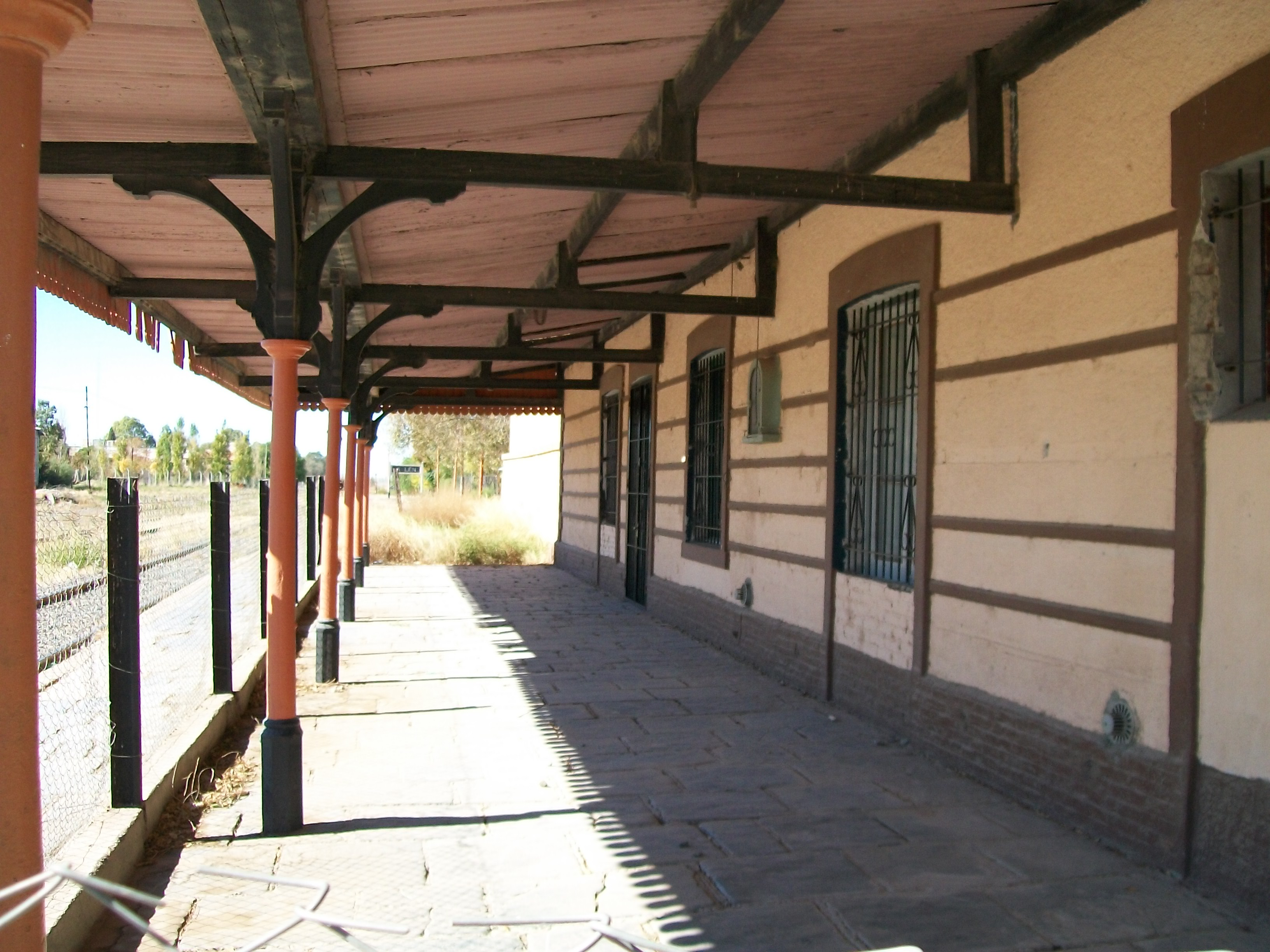
Andén de la antigua estación de trenes

Este hecho fue el que impulsó a la elección del terreno como el nuevo pueblo, abandonando definitivamente la idea de la reconstrucción de Guerrico. En 1909 comenzarían los trámites para la instalación de una estación de ferrocarril, la empresa Ferrocarriles del Sud recibió los terrenos para la nueva estación y para la construcción de elevadores de granos. El 20 de marzo de 1910 se inauguró al público la estación de ferrocarril Allen, que pronto adquiriría más comodidades e instalaciones como oficinas de espera, un embarcadero de animales y obras para el tráfico de fruta, todo en menos de una década; esta seguidilla de obras otorgó a Allen un considerable movimiento económico.
La fundación del pueblo ocurrió poco tiempo después de la estación, sin embargo, los trámites se habían iniciado un año antes, con la petición de los colonos de la creación de un pueblo en el kilómetro 1172 del Ferrocarril del Sud a la Dirección General de Tierras y Colonias. El Presidente José Figueroa Alcorta autorizó el mismo mediante decreto del 16 de julio de 1909, el decreto asignaba una suma máxima para las tareas de mensura y exploraciones en los lotes rurales 43, 44, a, b, c, 55, 56 y 57. La fecha de aprobación de la mensura realizada por el ingeniero Quesnel fue decretada el 29 de septiembre de 1910; un hecho curioso es que el decreto obligaba al asentamiento de casas de material, por lo cual Allen fue el único asentamiento del lugar sin ranchos. No obstante, en la tradición quedó como fecha de fundación el 25 de mayo del mismo año, fecha que tenía una significación especial por haberse cumplido el centenario del primer Gobierno Patrio que coronó la Revolución de Mayo. El 25 de mayo un grupo de colonos y autoridades había procedido de facto a la subdivisión de tierras con un sencillo acto alrededor del campamento de la Dirección de Tierras y Colonias. Dicha fecha fue refrendada cuando 25 años más tarde el municipio decidió entregar medallas de oro a los primeros pobladores. En el decreto fundacional, también se reservaron algunas parcelas para la construcción de edificios públicos, como la estafeta postal, que fue inaugurada ese mismo año.

### Los primeros años de vida de la ciudad
Una de las primeras instituciones creadas fue el Fondo de Fomento, administrado por Patricio Piñeiro Sorondo, este era un fondo monetario construido sobre la base de los aportes por trámites para la atribución de tierras y solares. Con este dinero se construyeron obras públicas que luego se donaban al Estado, entre ellas se cuentan: el edificio de correos, el cerco del cementerio, la comisaría, puentes, canales, bombas, entre otros. La primera escuela había sido creada con anterioridad al poblado, por donación de Piñeiro Sorondo. El primer templo católico llegaría en 1912, tras un esfuerzo coordinado por Catalina de Piñeiro Sorondo, esposa de Don Patricio Piñeiro Sorondo. Don Patricio funda la Cooperativa de irrigación de Río Negro, que se haría cargo del canal primario de irrigación base fundamental para el crecimiento de esta gran zona.

## Población
El municipio de Allen tiene 11 aglomeraciones de población: la aglomeración principal (Allen) y 10 barrios rurales, 3 más que en el censo 2001. Además existe un porcentaje importante de población dispersa.
La población del municipio es 31 864 habitantes y 11 958 viviendas según el censo 2022.
Los resultados del censo 2010 arrojaron que el municipio poseía 27 443habitantes. La tasa de crecimiento demográfico resultante fue 0,56 %.
A continuación se muestra una tabla con los resultados de dicho censo:

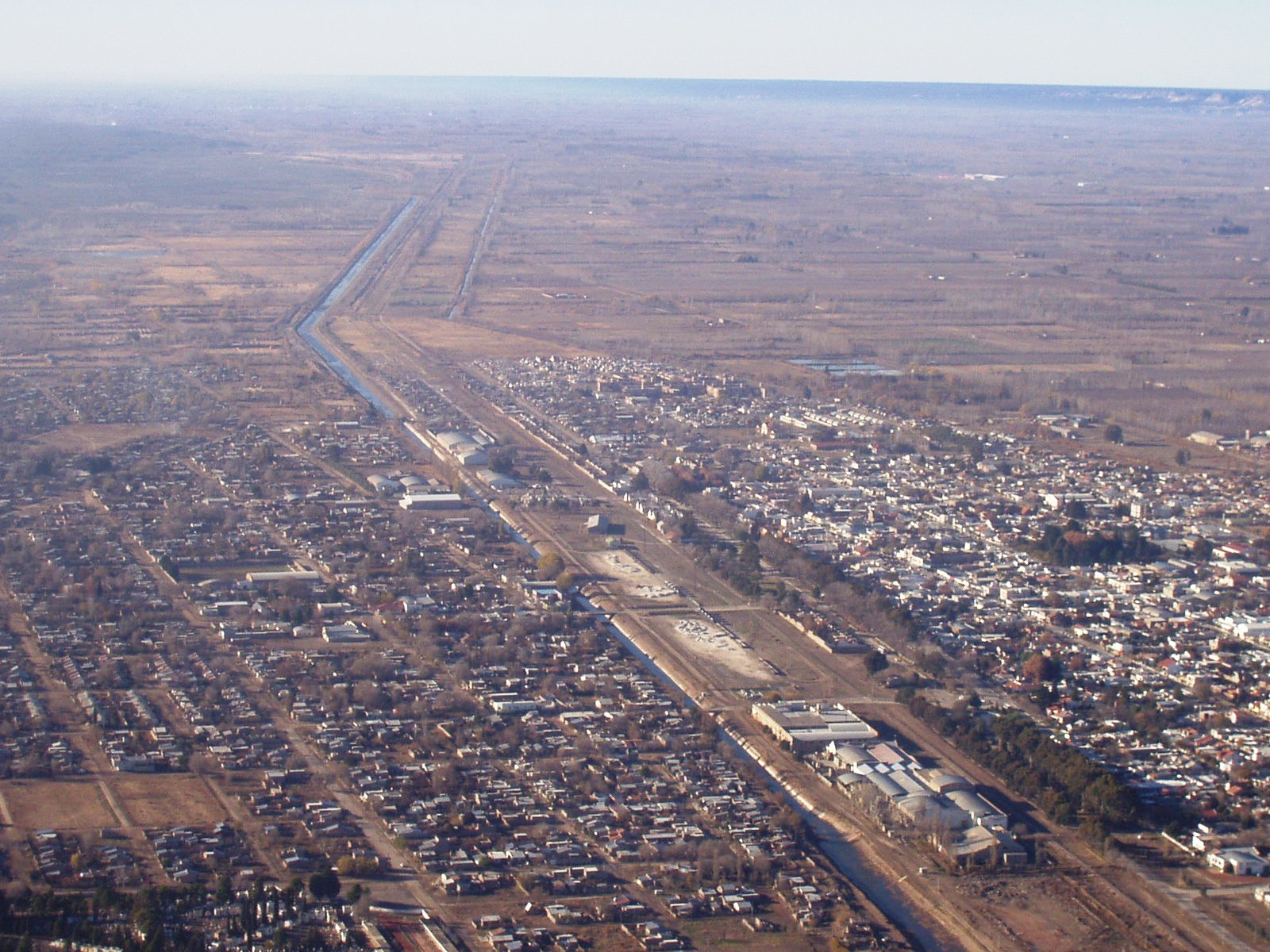
Vista aérea de la localidad. Se observan la zona norte a la izquierda y la zona centro a la derecha. Entre ambas, el canal principal de riego, el predio del ferrocarril donde se realizaba la carga de yeso.

| Unidad                   | Viviendas | Población | Población | Población |
| Unidad                   | Viviendas | Total     | Varones   | Mujeres   |
| Total Municipio          | 9236      | 27443     | 13603     | 13840     |
| Allen                    | 7652      | 22859     | 11161     | 11698     |
| Barrio Costa Oeste       | 253       | 834       | 441       | 393       |
| Barrio Costa Este        | 81        | 267       | 134       | 133       |
| Barrio Frontera          | 30        | 69        | 41        | 28        |
| Barrio Blanco            | 20        | 61        | 29        | 32        |
| Barrio Calle Ciega Nº 10 | 11        | 52        | 24        | 28        |
| Barrio Guerrico          | 12        | 52        | 25        | 27        |
| Barrio El Maruchito      | 16        | 51        | 23        | 28        |
| Barrio La Herradura      | 17        | 44        | 24        | 28        |
| Barrio Emergente         | 17        | 44        | 24        | 20        |
| Barrio Calle Ciega Nº 6  | 9         | 23        | 12        | 11        |
| Población Dispersa       | 1118      | 3082      | 1668      | 1414      |

### Evolución de la población
En la tabla siguiente se muestra la población total según los tres censos anteriores y la tasa de crecimiento anual.
| Unidad             | Población total | Población total | Población total | Tasa de crecimiento anual (%) | Tasa de crecimiento anual (%) | Tasa de crecimiento anual (%) |
| Unidad             | 2001            | 1991            | 1980            | 01-10                         | 91-01                         | 80-91                         |
| Total Municipio    | 26083           | 24752           | 19629           | 0.6                           | 0.5                           | 2.1                           |
| Agl Allen          | 20733           | 18774           | 14050           | 1.1                           | 0.9                           | 2.7                           |
| Agl Costa Oeste    | 716             | 409             |                 | 1.7                           | 5.5                           |                               |
| Población Dispersa | 4106            | 5569            | 5579            | (-3.2)                        | (-2.9)                        | 0.0                           |

El gráfico siguiente muestra la evolución de la población y de su tasa de crecimiento de la aglomeración principal (ciudad de Allen) en los últimos 6 censos
| Población de la localidad desde 1947 a 2022. |
|                                              |
| Fuentes: 1947:, 1960-1970:                   |

## Organización territorial

### Municipio
El municipio de Allen tiene jurisdicción sobre un ejido con una superficie 12.826 hectáreas y se desarrolla sobre zonas de valle y de meseta. La mayor parte de la actividad y población se ubica en la zona del valle. Las áreas pobladas son la aglomeración principal (la ciudad de Allen propiamente dicha) que concentra casi el 80% de la población total del municipio y 7 barrios rurales entre los que se destacan los Barrios Costa Oeste y Costa Este que, como su nombre indica, se ubican cercanas a la costa del río Negro. Costa Oeste está ubicada en el extremo del Acceso Biló.

Otros de los espacios destacables del municipio son el Parque Industrial ubicado al sur de la ciudad sobre la ruta provincial 65. Sobre la costa del río se destacan el parque zoológico Bubalcó en el cuadrante sudeste del ejido; y la isla 16, donde está el balneario municipal y varios clubes privados. En la zona de la meseta se destacan el Autódromo Enrique Mosconi y el Aeroclub Allen.

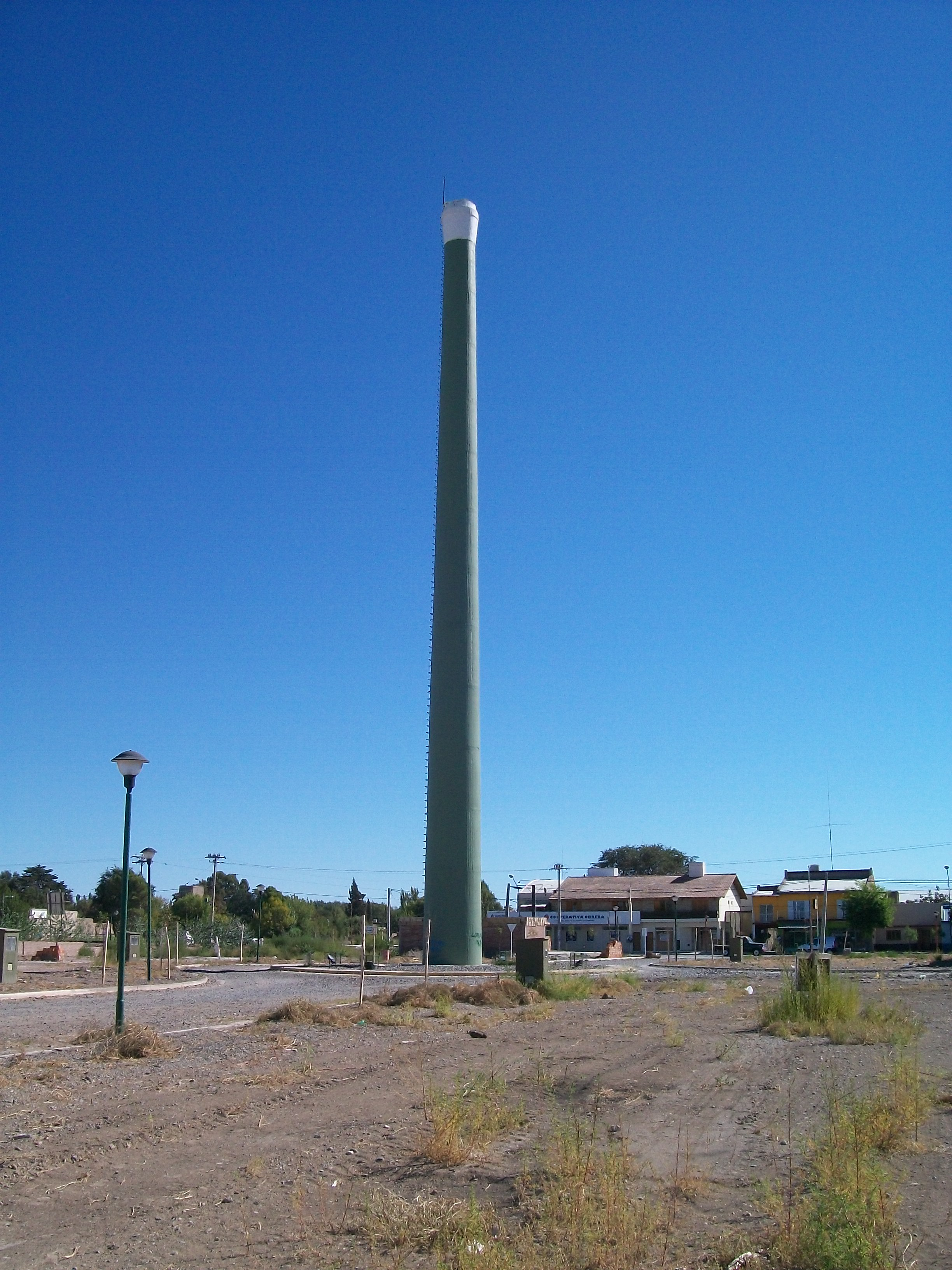
Chimenea de 25 m de alto de la antigua fábrica de conservas de tomate propiedad de la familia Bagliani. Recientemente la fábrica fue demolida y en su lugar se construirá un nuevo barrio en el Sector sur de la ciudad

### Ciudad

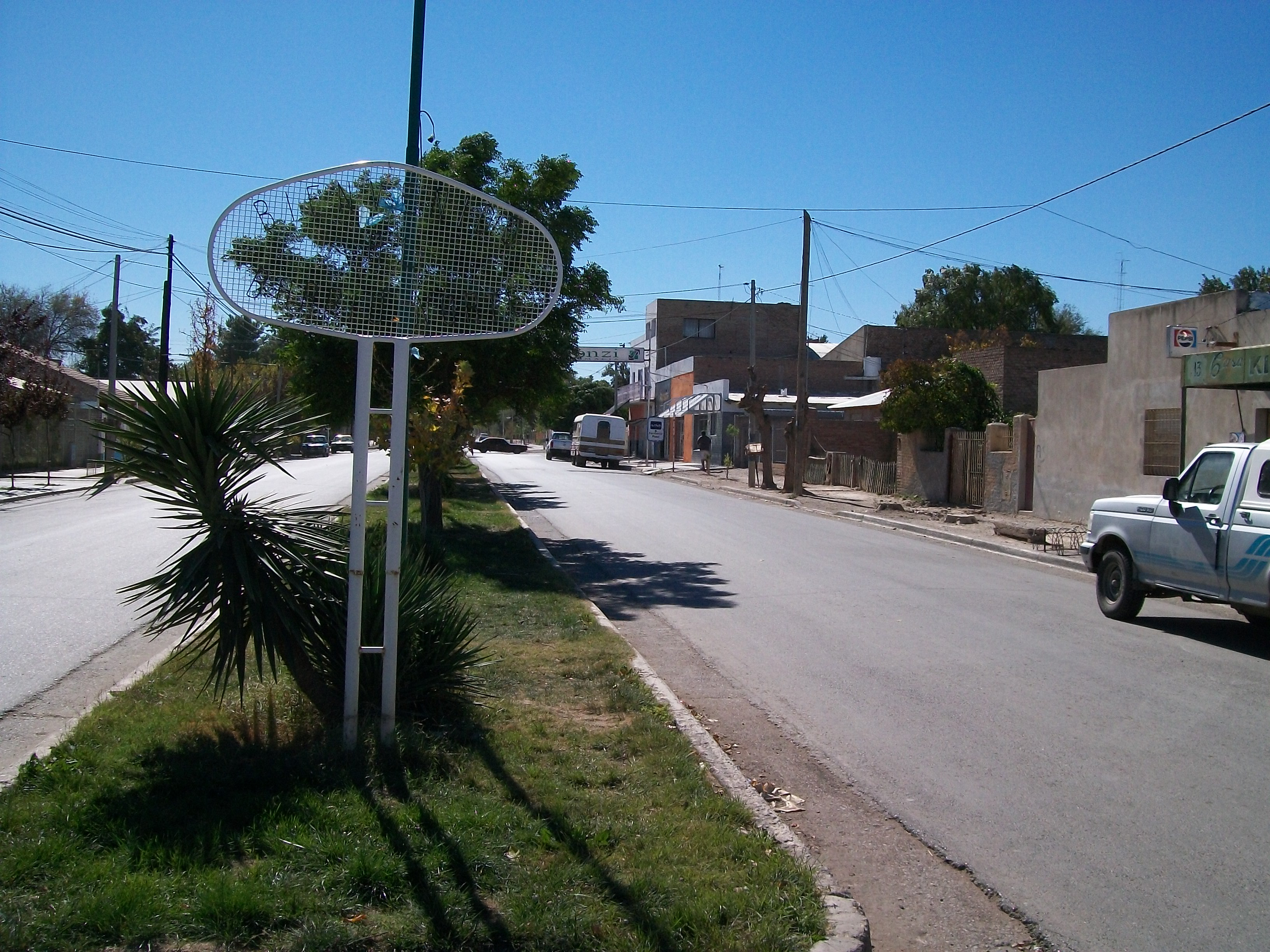
Avenida Perito Moreno, ingreso al Barrio Norte. El más extenso de los barrios de la ciudad.

El principal eje este-oeste de la ciudad es el constituido por tres elementos paralelos ubicados en una faja 230 m de ancho: el canal principal de riego, las vías del ferrocarril General Roca y la ruta provincial 65 o su continuación, que tiene el nombre de avenida Irigoyen desde la calle Martín Fierro y Libertad, a partir de la avenida Roca. El ex canal secundario de riego también cruza la ciudad en esa dirección quedando el Área Centro entre ambos.
Los ejes norte-sur están relacionados con los accesos desde la ruta nacional 22. El principal es el constituido por el acceso central Amadeo Biló y su continuación que se llama Gral. Roca desde el canal secundario; y Perito Moreno, a partir del canal principal. Otros ejes norte sur son: al oeste, la ruta provincial 65 que tiene un tramo en dirección norte-sur que, dentro de la ciudad, se llama Martín Fierro y se conecta con la ruta 22 a través del el acceso Presidente Perón; y al este, el Acceso Martín Miguel de Güemes que se ve interrumpido por el predio del Hospital.
La ciudad tiene un Área Centro y más de 40 barrios. La superficie del aglomerado es de 357 ha. Los barrios pueden agruparse en 4 sectores según su posición con respecto al centro:

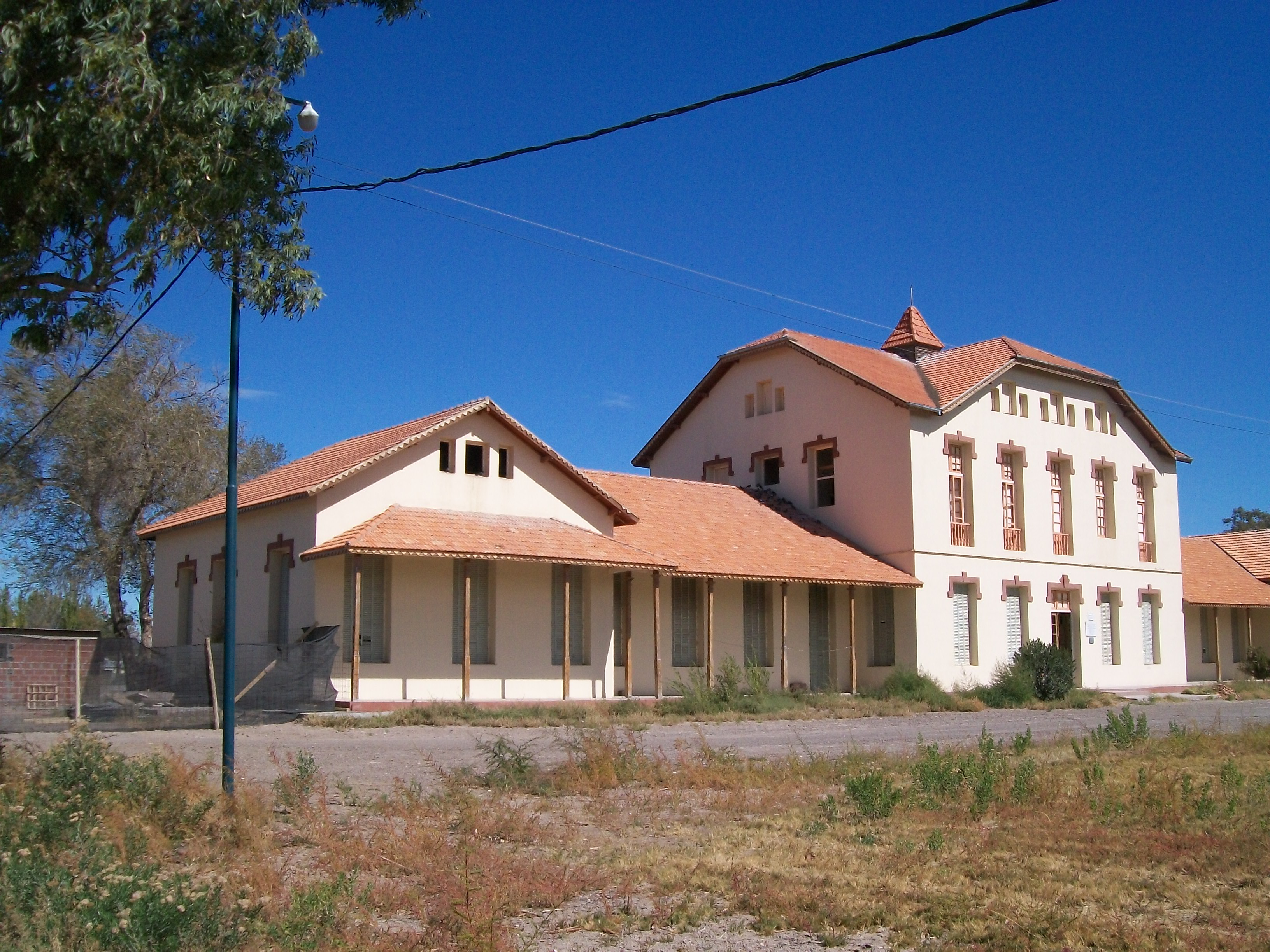
Edificio de la antigua dirección del Hospital de Allen, ubicado en el barrio Hospital. El edificio fue inaugurado en 1925 y fue recuperado y restaurado como patrimonio histórico. El Hospital de Allen supo ser uno de los más importantes de la región

- Sector Norte: ubicado al norte del eje principal este-oeste antes mencionado. Sus barrios son: (de este a oeste) Colonizadora y 17 de agosto, vinculados a la ruta provincial 65 por una pasarela peatonal colgante; Loteo Wolfschmidt y Bifulco; vinculado con el Área Centro por el puente vehicular de la calle Juan Manuel de Rosas; Norte, el más extenso de la ciudad, vinculado al centro por el puente de la avenida Perito Moreno; Tiro Federal, vinculado al centro por el puente de la calle Miguel P Sorondo; Obrero, Albisu, Gómez y El Progreso, este último en el cuadrante noreste, lindero a la zona de hornos de ladrillos. También en el Sector Norte se pueden incluir el barrio El Salto y el Plan Libertad, ubicados entre la vía y el canal.

- Sector Oeste: ubicado al oeste de la calle Almirante Brown, que marca el límite con Área Centro, y al sur de la ruta provincial 65 (Irigoyen). Sus barrios son: (de este a oeste) Plan Empleados de Comercio, el más occidental, separado unos 250 m de la trama urbana, 150 Viviendas y San Juan, estos tres ubicados al sur y al oeste de la ruta 65 (Martín Fierro); Guarnieri, el más extenso de este sector, Gazari, Loteo Martín Fierro, Sepúlveda, Burguera, Amaya, estos seis adyacentes a la ruta 65 (Martín Fierro); 25 de Mayo (Oeste), Loteo Speranza, Marín, Mir y Del Pino.
- Sector Este: ubicado al norte del ex canal secundario y al este de la calle Aristóbulo del Valle, que marca el límite con Área Centro y que tiene puentes en ambos canales de riego. Sus barrios son: (de este a oeste) María Nieves y Loteo Verani, que limitan con el ex canal secundario; 25 de Mayo (Este) y Plan Libertad sobre la avenida homónima; Hospital, que incluye los edificios del Hospital local Ernesto Accame; Santa Catalina, un barrio de edificios de departamentos, Alborada, Aburto, 48 Viviendas, 20 de junio y San Martín.

- Sector Sur: ubicado al sur de las calles 14 de abril-Manuel Rodríguez que marca el límite con el Área Centro. Sus barrios ubicados al sur del ex-canal secundario son: (de este a oeste) Patricio y Portal de Allen, ex 200 viviendas, ambos sobre el Acceso Biló; Sauces, 4 de abril y El Manzanar, el más austral, separado de la trama urbana sobre el acceso Güemes. Se incluye en este sector Sur el barrio Calvo, ubicado entre el canal secundario y la calle Manuel Rodríguez.

## Economía

### Agricultura
La agricultura es la columna vertebral de la economía de la ciudad. Situada en el corazón del Alto Valle del Río Negro, esta región es reconocida a nivel nacional e internacional por su capacidad productiva y la calidad de sus frutas. La producción frutícola, especialmente de manzanas y peras, es la actividad económica más destacada en Allen. Las condiciones climáticas favorables y el suelo fértil del valle permiten el cultivo de una amplia variedad de frutas, posicionando a la ciudad como un líder en el sector.

#### Producción Frutícola
La producción de manzanas y peras en la ciudad es una de las más importantes del país. Estas frutas no solo abastecen el mercado interno, sino que también se exportan a diversos países, lo que genera ingresos significativos para la región. Además de manzanas y peras, Allen produce otras frutas como ciruelas, duraznos y cerezas, diversificando su oferta agrícola. Los agricultores en Allen utilizan técnicas avanzadas de cultivo y tecnologías modernas para mejorar la productividad y la calidad de sus productos. Estas incluyen sistemas de riego tecnificado, control de plagas integrado y prácticas sostenibles que reducen el impacto ambiental. Las cooperativas y asociaciones de productores juegan un papel crucial en la organización y comercialización de las frutas, facilitando el acceso a mercados internacionales y mejorando la competitividad de los productos locales.

#### Impacto Económico y social
La producción frutícola no solo es vital para la economía local, sino que también tiene un impacto significativo en el ámbito social. Generando miles de empleos directos e indirectos, desde la plantación y cosecha hasta el procesamiento y distribución. Además, las temporadas de cosecha atraen a trabajadores migrantes de otras regiones, en especial las regiones del norte del país, lo que dinamiza la economía local y contribuye al desarrollo social y económico de la ciudad.

### Ganadería
Aunque la fruticultura es predominante, la ganadería también desempeña un papel importante en la economía de la ciudad. La cría de ganado bovino y ovino es común en las zonas rurales que rodean la ciudad. Esta actividad complementa la agricultura y proporciona carne y productos lácteos tanto para el consumo local como para el mercado regional.

#### Producción Ganadera
La ganadería en Allen se caracteriza por sistemas de producción extensivos y semi-intensivos. Los productores locales crían razas de ganado adaptadas a las condiciones climáticas de la región, lo que asegura una producción eficiente y sostenible. Además, la ganadería contribuye a la diversificación económica y ofrece oportunidades adicionales de empleo y desarrollo en las áreas rurales.

### Agroindustria
La agroindustria en la ciudad se puede denominar como una extensión natural de su próspera agricultura. Las plantas de empaque y procesamiento de frutas son una parte integral de la economía local. Estas instalaciones no solo preparan las frutas para el mercado interno y la exportación internacional, sino que también elaboran productos derivados como jugos, conservas y pulpas de fruta.

#### Procesamiento y Exportación
El procesamiento de frutas incluye una serie de etapas que van desde la selección y el lavado hasta el empaquetado y la refrigeración. Estas plantas utilizan tecnología de punta para asegurar que las frutas mantengan su calidad y frescura durante el transporte. La exportación de frutas y productos derivados representa una fuente importante de divisas para la región y contribuye al reconocimiento internacional de la calidad de los productos de la región y la ciudad. La agroindustria genera una gran cantidad de empleos en la región, desde operarios en las plantas de procesamiento hasta profesionales en áreas como la ingeniería agroindustrial y la logística. Además, las empresas agroindustriales en Allen están comprometidas con el desarrollo sostenible, implementando prácticas que minimizan el impacto ambiental y promueven el uso eficiente de los recursos.

### Industria Manufacturera
La ciudad uenta con una incipiente industria manufacturera que abarca una variedad de sectores. Las pequeñas y medianas empresas (pymes) locales se dedican a la producción de maquinaria agrícola, herramientas y equipos necesarios para la fruticultura. Estas empresas también fabrican productos plásticos y metalúrgicos, contribuyendo a la diversificación económica de la ciudad.

### Producción de Ladrillos
La producción de ladrillos es otra industria significativa en Allen. Las fábricas de ladrillos locales aprovechan los recursos naturales de la región, como el barro y la arcilla, para fabricar ladrillos de alta calidad. Esta industria es fundamental para el sector de la construcción, no solo en Allen, sino también en las localidades circundantes. Allen se destaca por la fabricación de ladrillos. La actividad se concentra al noreste de la ciudad. Existen 100 establecimientos de fabricación, la actividad mueve $ 60 000 000 al año

#### Proceso de Producción
El proceso de producción de ladrillos en Allen incluye la extracción de materias primas, la preparación del barro, el moldeo y el horneado. Los fabricantes utilizan tanto métodos tradicionales como técnicas modernas para asegurar la eficiencia y la calidad del producto final. La producción de ladrillos proporciona empleo a muchas personas y es un componente esencial en la cadena de suministro de materiales de construcción. La industria de ladrillos contribuye significativamente a la economía local al satisfacer la demanda de materiales de construcción en la región. Además, la producción y venta de ladrillos generan ingresos para las fábricas y proporcionan empleo a los trabajadores locales, fortaleciendo así la economía de Allen

### Extracción de Hidrocarburos
La extracción de hidrocarburos es otra actividad económica importante en Allen y sus alrededores. La región cuenta con yacimientos de petróleo y gas natural, lo que ha llevado al desarrollo de una industria energética significativa. Las grandes fuentes de petróleo, shale gas y shale oil, han abierto las puertas a que grandes empresas nacionales e internacionales se instalen en la localidad.

#### Exploración y Producción
Las empresas de energía llevan a cabo actividades de exploración y producción de hidrocarburos en la región. Estos procesos incluyen la perforación de pozos, la extracción de petróleo y gas, y su posterior procesamiento y transporte. La presencia de estas empresas ha impulsado la economía local, creando empleos y atrayendo inversiones. La industria de hidrocarburos no solo genera ingresos significativos a través de la producción y exportación de petróleo y gas, sino que también contribuye al desarrollo de infraestructura local. La construcción de caminos, instalaciones y servicios asociados a la extracción de hidrocarburos ha mejorado la conectividad y la calidad de vida en Allen y sus alrededores.

## Fiesta de la Pera
La Fiesta Nacional de la Pera es una celebración anual que se lleva a cabo en la ciudad. Esta festividad se celebra a fines de enero de cada año desde 1998, y su propósito principal es rendir homenaje a la producción de peras, una fruta que ha posicionado a la localidad como una de las mayores productoras a nivel mundial. 

### Historia
La Fiesta Nacional de la Pera tuvo sus inicios en el año 1998. Desde entonces, se ha celebrado de manera ininterrumpida cada año. La idea de esta celebración surgió con el objetivo de conmemorar y destacar la importancia de la producción de peras en la región. La producción de peras es una de las principales actividades económicas de la localidad, y esta festividad sirve para reconocer el arduo trabajo de los productores y trabajadores de la industria.
La celebración ha crecido en tamaño y popularidad con cada año que pasa, atrayendo a más visitantes y ganando más reconocimiento a nivel nacional e internacional. A lo largo de los años, la Fiesta Nacional de la Pera se ha convertido en un evento emblemático para la ciudad y la provincia.

### Celebración
La Fiesta Nacional de la Pera se celebra a fines de enero. Durante su realización, se llevan a cabo diversas actividades que buscan celebrar y promover la cultura local. Estas actividades incluyen espectáculos musicales, donde se presentan artistas locales y nacionales, desfiles que muestran la rica historia y tradiciones de la región, y ferias de artesanías donde los artesanos locales pueden mostrar y vender sus productos.
Además, se realizan eventos gastronómicos que destacan la pera en diferentes formas. Desde la decoración de los espacios hasta la preparación de platos y postres, la pera es la protagonista de la fiesta. Los visitantes pueden disfrutar de una variedad de delicias culinarias que incorporan peras, desde tartas y pasteles hasta salsas y mermeladas.

### Importancia
La Fiesta Nacional de la Pera no solo es una celebración de la producción de peras, sino también una oportunidad para que productores y comerciantes locales muestren sus productos y servicios. Este evento fomenta el desarrollo económico de la región al proporcionar una plataforma para que las empresas locales puedan promocionarse y expandirse.
Además, este evento atrae a visitantes de todo el país y del extranjero, lo que contribuye al turismo local. Los visitantes tienen la oportunidad de aprender sobre la cultura local, probar la gastronomía regional y disfrutar de las bellezas naturales de la región.
La Fiesta Nacional de la Pera también tiene un impacto significativo en la comunidad local. Proporciona empleo a los residentes locales, tanto en la organización del evento como en las diversas actividades y servicios que se ofrecen durante la celebración. Además, los ingresos generados por el evento se reinvierten en la comunidad, contribuyendo al desarrollo y mejora de las infraestructuras locales.

## Gobierno
El jefe de Gobierno del municipio se llamó Presidente del Concejo Municipal. El primero en ocupar ese cargo fue Patricio Piñeiro Sorondo y lo hizo en 1916 y hasta, al menos 1925.
La tabla siguiente muestra los jefes de Gobierno desde el retorno de la democracia. Se destaca la sanción en 1989 de la Carta Orgánica Municipal, a partir de la cual el cargo de Presidente del Concejo, pasa a ser Intendente. El período por el cual era elegido el presidente del Concejo era de dos años. Con la sanción de la Carta Orgánica, el Intendente es elegido por cuatro años, aunque el primer período posterior a la sanción de la Carta Orgánica fue excepcionalmente de dos años.
Otro hecho destacable fue el intento de revocatoria del mandato del Intendente Gentile. La revocatoria está prevista en la Carta Orgánica. El proceso comenzó en 1998 y 16 de marzo de 1999 se presentaron casi 3100 firmas (más del 20 % del padrón) para pedir un Referéndum Popular que se expresaría por la continuidad del Intendente. No se concretó por la renuncia del Intendente a pedido del gobernador de la provincia. El día 16 de marzo fue declarado Día de la Reafirmación de los Derechos Ciudadanos por el Concejo Deliberante de la localidad.
| Año(s)    | Cargo                            | Nombre              | Partido |
| 1983-1985 | Presidente del Concejo Municipal | Mario Beretta       | UCR     |
| 1985-1987 | Presidente del Concejo Municipal | Mario Beretta       | UCR     |
| 1987-1989 | Presidente del Concejo Municipal | Rodolfo Ducás       | PPR     |
| 1989-1991 | Intendente                       | Digno Diez          | PJ      |
| 1991-1995 | Intendente                       | Ulises Gentile      | UCR     |
| 1995-1999 | Intendente                       | Ulises Gentile      | UCR     |
| 1999-1999 | Intendente a/c                   | Hernán Otero        | UCR     |
| 1999-2003 | Intendente                       | Carlos Sánchez      | UCR     |
| 2003-2007 | Intendente                       | Carlos Sánchez      | UCR     |
| 2007-2011 | Intendente                       | Graciano Bracalente | UCR     |
| 2011-2015 | Intendenta                       | Sabina Costa        | FPV     |
| 2015-2019 | Intendenta                       | Sabina Costa        | JSRN    |
| 2019-2023 | Intendenta                       | Liliana Martín      | JSRN    |
| 2023-2027 | Intendente                       | Marcelo Román       | UCR     |

## Vías de comunicación

### Caminos
La localidad está en el kilómetro 1199 de la ruta nacional 22 y al encontrarse a 3 km de ella, se vincula mediante 3 accesos denominados Presidente Juan Domingo Perón (oeste), Amadeo Biló (central) y Martín Miguel de Güemes (este).
La ruta provincial 65 pasa por el borde occidental de la ciudad para luego rodearla por el norte. Esta ruta la conecta con las ciudades más cercanas.

### Ferrocarril
Por la localidad de Allen pasa un ramal de la línea Gral. Roca de la red ferroviaria argentina. El ramal fue construido en 1899, y la Estación Allen en 1910. En aquella época se denominaba Ferrocarril del Sud. Luego del proceso de privatización de principios de los años 90, dejó de operar el servicio de pasajeros. Hoy en día solo existe un servicio de cargas operado por Ferrosur Roca. Hasta el año 2007 el predio de la estación de trenes era utilizado para el acopio y carga de yeso extraído en canteras de la localidad.
Dentro del ejido del municipio de Allen existía otra estación, denominada Estación Contralmirante Guerrico ubicada a 8.9 km al este de la Estación Allen. Fue inaugurada en 1934. Ningún pueblo creció alrededor de ella, pero dio su nombre a la zona rural donde está ubicada, la faja oriental del ejido de Allen. Actualmente, la estación está abandonada y los edificios en ruinas. De todos modos hay propuestas para utilizar el predio para el acopio y carga del yeso.

### Colectivos
Los servicios interurbanos (Línea 914) y urbanos de colectivos son prestados por la empresa local KO-KO, perteneciente al Grupo Vía Bariloche.

## Medios de comunicación
En cuanto a medios edición papel y canales de televisión abierta, cubren esta ciudad los medios de otras ciudades cercanas. Por ejemplo, los diarios La Mañana de Neuquén (de la ciudad de Neuquén) y Diario Río Negro (de General Roca), que cubren toda la zona en general y principalmente del Alto Valle de Río Negro y Neuquén.
En cuanto a medios de edición web, se destaca por su interacción desde el año 2006, el sitio https://infoallen.com.ar
En Allen pueden sintonizarse emisoras de FM propias de la ciudad, y también otras emisoras AM que son sintonizadas en toda la zona del Alto Valle de Río Negro y Neuquén que transmiten desde ciudades cercanas.
- Relevamiento de emisoras FM sintonizadas desde la ciudad de Allen en septiembre de 2023:
  - 93.1 Binaural Rock&Radio
  - 94.1	Radio Líder
  - 96.9	FM Gabriela G
  - 98.7 Radio Terapia
  - 106.7 Libra

Streaming en https://fmlibra.com.ar
- Relevamiento de emisoras AM sintonizadas desde la ciudad de Allen y en toda la zona del Alto Valle de Río Negro y Neuquén, en diciembre de 2008. Estas emisoras de AM se sintonizan con cualquier receptor común y sin problemas:
  - 600 kHz - LU5 Radio Neuquén (Neuquén, Neuquén)
  - 640 kHz - LU18 Radio El Valle (General Roca, Río Negro)
  - 690 kHz - LU19 La Voz del Comahue (Cipolletti, Río Negro)
  - 740 kHz - La Carretera (Allen, Río Negro)
  - 1000 kHz - LU16 Radio Río Negro (Villa Regina, Río Negro)
  - 1400 kHz - LRG402 Radio Cumbre (Neuquén, Neuquén)

## Deportes
De la localidad han surgido muchos deportistas que compiten en nivel nacional e internacional, y también se realizan competencias deportivas, como:
- Triatlón de la Pera, el domingo siguiente a la Fiesta de la Pera (enero).
- Corrida aniversario, domingo anterior al aniversario de la ciudad (mayo).
- Vuelta al valle (ciclismo), fines de noviembre.

Además en la ciudad existen diversos clubes:
- Club Unión Alem Progresista: Fútbol, Básquet, Natación y Pelota paleta.
- Club Social y Deportivo Alto Valle: Fútbol
- Allen Rugby Club: Rugby
- Los Perales: Hockey
- Asociación Italiana: Tenis

El Autódromo Enrique Mosconi estuvo activo de 1970 a 2001, y recibió numerosas categorías nacionales de automovilismo.

## Allenses populares en la ciudad
- Pedro Prospitti, futbolista, (24 de julio de 1941 - 24 de noviembre de 1996).
- Maristella Svampa, socióloga, escritora.
- Piero De Benedictis, cantautor.

## Cultos
Parroquias Católicas
| Diócesis  | Alto Valle del Río Negro     |
| --------- | ---------------------------- |
| Parroquia | Santa Catalina de Alejandría |

Además, hay presencia de numerosas congregaciones protestantes en sus múltiples vertientes.